# ЦСКА (Єреван)
ЦСКА (вірм. Բանակի Կենտրոնական Մարզական Ակումբ Երևան) — вірменська футбольна команда з столиці Вірменії Єреван, заснована у 1947 році. Нині виступає у Вірме́нській Прем'є́р-лі́зі.

## Попередні назви
- 1948—1953: «Будинок Офіцерів» (БО) Єреван
- 1951—1956: «Окружний Будинок Офіцерів» (ОДО) Єреван
- 1957—1959: «Спортивний Клуб Військового Округу» (СКВО) Єреван
- 1960—1991: «Спортивний Клуб Армії» (СКА) Єреван
- 1991—1997: «Центральний Спортивний Клуб Армії» (ЦСКА) Єреван

## Історія
Заснований за радянських часів у 1947 році. Більш відомий за кирилицею, як ЦСКА.
Після проголошення незалежності Вірменії у 1991 році ЦСКА дебютував у національних змаганнях. 1994-го дебютували у Першій лізі Вірменії.
У сезоні 1995–96 клуб посів друге місце в лізі та підвищився до Вищої, де майже на старті змагань знявся з турніру і припинив своє існування.
У 2019 році зусиллями міністра оборони Вірменії Давида Тонояна команда була відроджена. Головним тренером клубу став Рафаель Назарян, асистентом Вараздат Аветісян.
З сезону 2021–22 років виступає у Прем'є́р-лі́зі.

## Досягнення
Перша ліга
- Срібний призер (2): 1995–96, 2020–21